# Nguyễn Lân Hùng
Nguyễn Lân Hùng (sinh năm 1945) là một chuyên gia nông nghiệp của Việt Nam. Ông từng là giảng viên chính khoa Sinh học, trường Đại học Sư phạm Hà Nội. Hiện nay ông là chuyên gia sinh học, Tổng thư ký Hội các ngành sinh học Việt Nam. Ngoài ra, ông còn được mời làm giáo sư thỉnh giảng tại những trường đại học lớn và danh giá về sinh học cũng như nông nghiệp như Cornell, California, Harvard, Oxford...
Dù đã ở tuổi "thất thập", nhưng Nguyễn Lân Hùng hàng ngày vẫn rong ruổi khắp nơi để mang những kiến thức bổ ích đến với bà con nông dân. Vì thế mà nhiều người gọi ông là bạn của nhà nông. Với những gì đã cống hiến, Hùng đã được nhận nhiều phần thưởng cao quý, đặc biệt là các Huy chương Vì giai cấp nông dân Việt Nam, Huy chương Vì sự nghiệp giáo dục, Huân chương Lao động hạng Nhất…

## Thân thế
Nguyễn Lân Hùng sinh ngày 26 tháng 9 năm 1945, tại Huế trong một gia đình có truyền thống hiếu học. Ông là người con thứ 5 của Nhà giáo Nhân dân Nguyễn Lân. Các anh chị em của ông đều là Giáo sư, Phó Giáo sư, Tiến sĩ.
- Người anh trai cả là Giáo sư - Tiến sĩ Nguyễn Lân Tuất (đã mất), nguyên Chủ nhiệm khoa lý luận và sáng tác của Nhạc viện Novoxibiec - Nga, Phó Chủ tịch Hội người Việt ở Nga, người Việt đầu tiên được phong tặng Nghệ sĩ Công huân Nga (năm 2001).
- Người chị thứ hai là nữ Tiến sĩ Nguyễn Tề Chỉnh (bà đã qua đời), nguyên là giảng viên trường Đại học Sư phạm Hà Nội.
- Người anh thứ ba là Giáo sư - Nhà giáo Nhân dân Nguyễn Lân Dũng, Giám đốc Trung tâm vi sinh vật học ứng dụng, đại biểu Quốc hội Việt Nam khóa X, XI, XII, Giảng viên khoa Sinh học trường Đại học Khoa học tự nhiên - Đại học Quốc gia Hà Nội, Phó Chủ nhiệm Hội đồng Tư vấn về Khoa học - Giáo dục của Ủy ban Trung ương Mặt trận Tổ quốc Việt Nam
- Người anh thứ tư là Giáo sư - Tiến sĩ Nguyễn Lân Cường, chuyên viên cổ nhân học, Viện khảo cổ học Việt Nam, giảng viên khoa Lịch sử trường Đại học Khoa học xã hội và nhân văn - Đại học Quốc gia Hà Nội, Phó Tổng Thư ký Hội Khảo cổ Việt Nam, Phó Chủ tịch Hội Cổ sinh địa tầng Việt Nam, Trưởng ban Kiểm tra Hội Âm nhạc Hà Nội.
- Người em thứ nhất là Giáo sư - Tiến sĩ Nguyễn Lân Tráng, giảng viên bộ môn Hệ thống điện, khoa Điện, trường Đại học Bách khoa Hà Nội.
- Người em thứ hai là Giáo sư - Tiến sĩ - Nhà giáo Nhân dân - Anh hùng lao động (được trao tháng 12/2015) Nguyễn Lân Việt là Giáo sư đầu ngành Tim mạch Việt Nam, nguyên Viện trưởng Viện Tim mạch Việt Nam, Chủ nhiệm Bộ môn Tim mạch - Đại học Y Hà Nội, Chủ tịch Hội Tim mạch Việt Nam, nguyên là Hiệu trưởng trường Đại học Y Hà Nội.
- Người em út là Giáo sư - Tiến sĩ Nguyễn Lân Trung, nguyên Hiệu Phó Đại học Ngoại ngữ - Đại học Quốc gia Hà Nội, nguyên Phó Chủ tịch Liên đoàn bóng đá Việt Nam VFF.

## Con cái
Ông có con trai là phó Giáo sư, tiến sĩ Nguyễn Lân Hùng Sơn (sinh năm 1976), chủ nhiệm khoa Sinh học, trường Đại học Sư phạm Hà Nội 1, một nhà điểu học của Việt Nam.

## Cống hiến và giải thưởng
- Giải Bông lúa vàng năm 1998
- 1 trong 53 người được Bộ Khoa học và Công nghệ, Bộ Nông nghiệp và Phát triển nông thôn tôn vinh năm 2018: "Nhà khoa học của nhà nông"
- Huy chương Vì giai cấp nông dân Việt Nam
- Huy chương Vì sự nghiệp giáo dục
- Huân chương Lao động hạng Nhất